# Yellow Oval Room

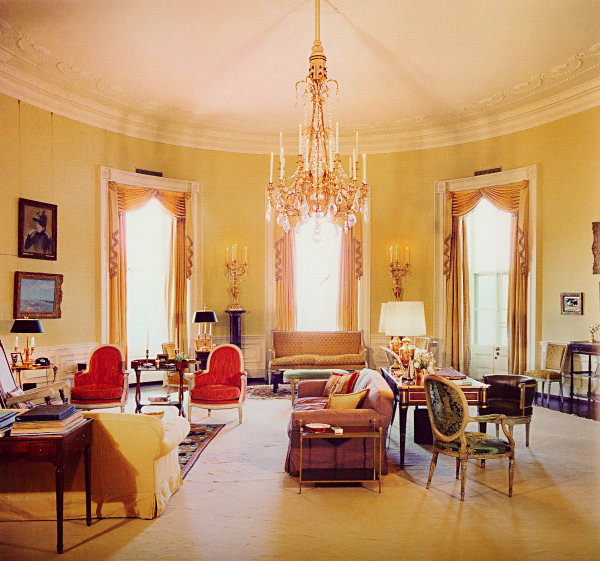
Vue de la pièce.

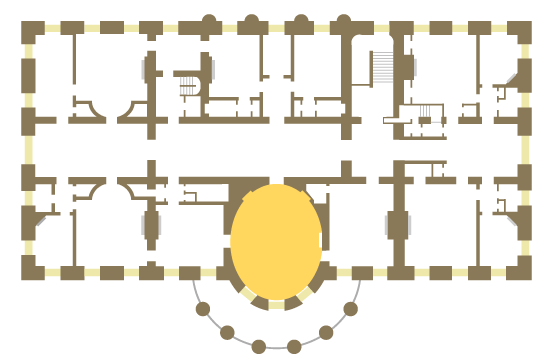
La pièce Yellow Oval Room au 2e étage de la Maison-Blanche.

La Yellow Oval Room (en français, salon Ovale Jaune) est une pièce ovale au deuxième étage de la Maison-Blanche, lieu de résidence du président des États-Unis. La pièce est aujourd'hui utilisée pour de petites réceptions et l'accueil de chefs d'État juste avant un dîner d'État. On accède à la pièce à partir du corridor du deuxième étage (Center Hall) par le côté nord de la pièce. Trois grandes fenêtres s'ouvrent au sud, sur le balcon Truman  et offrent une vue sur la South Lawn, le parc Sud de la Maison-Blanche  et plus loin l'Ellipse. Une porte à deux battants à l'ouest, avec les drapeaux des États-Unis et les insignes de la présidence de chaque côté mène à la chambre du président, un salon privé et un dressing.

## Mobilier
La plus ancienne description de la pièce date de l'administration John Adams et la décrit comme un salon de dames. La pièce était tapissée de papier jaune avec des étoiles dorées et une série de meubles cramoisis. Ce mobilier, probablement un mélange de styles Louis XVI et Hepplewhite venait de la maison du président à Philadelphie. La pièce fut successivement utilisée comme bibliothèque et salon privé de  famille.
Après la construction de l'aile Ouest en 1902 et le déménagement des bureaux du président et de son équipe hors de la Résidence exécutive, cette pièce ovale fut de nouveau utilisée comme salon. Franklin Roosevelt s'en servait comme bureau à l'intérieur de sa résidence. À la suite de la reconstruction de Truman la pièce fut à nouveau utilisée pour des réceptions d'État et des divertissements. Pendant la période de l'administration Kennedy la pièce fut meublée avec la plupart des meubles s'y trouvant actuellement. L'apparence actuelle de la pièce date des travaux de l'architecte d'intérieur américaine Sister Parish qui la peignit en jaune. L'architecte d'intérieur français Stéphane Boudin travailla sur les bases de Parish, remplaçant  le mobilier de style hôtel de Truman par de vrais meubles anciens. Le mobilier est pour la plupart du style Louis XVI, constitué pendant la restauration de la Maison-Blanche de Jacqueline Kennedy. Deux petites colonnes de marbre vert furent dessinées par Stéphane Boudin pour tenir des candélabres.
Pendant l'administration Nixon, d'autres meubles d'époque ont été achetés pour la Maison-Blanche, aussi bien pour les étages de représentation que pour ceux destinés à la famille. La Yellow Ovale Room fut aménagée à nouveau dans un style plus académique par le conservateur de la Maison-Blanche sous la présidence Nixon, Clement Congers, et l'architecte d'intérieur Edward Vason Jones. Jones remplaça les rideaux simples posés par Sister Parish par ceux qui s'y trouvent actuellement, or rayé de corail, plus grands (ils recouvrent les boiseries encadrant les fenêtres). Ces nouveaux rideaux diminuent l'impression de hauteur de la pièce. Pendant l'administration Carter, un grand nombre de peintures d'impressionnistes américains, entre autres de Mary Cassatt, furent achetées et accrochées dans cette pièce ainsi que dans le hall central.

## Histoire

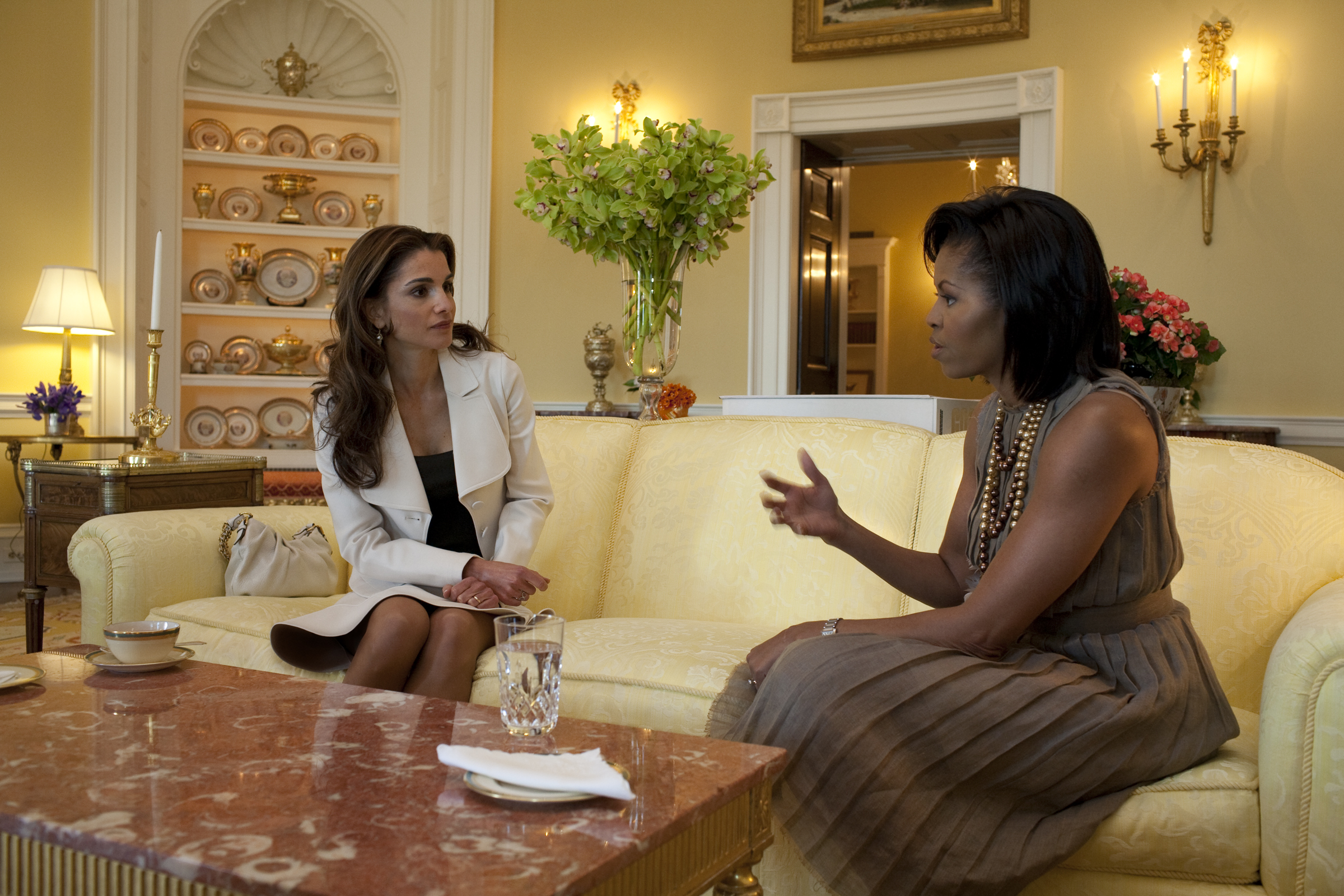
Rania de Jordanie et Michelle Obama dans la Yellow Oval Room le 23 mars 2009.

Le 1er janvier 1801, avant même que la pièce soit terminée, John Adams donna la première réception dans la salle désignée à l'époque sous le nom upstairs oval parlor (le salon ovale à l'étage). En 1809 Dolley Madison décora la pièce avec du damas jaune.
En 1851 Abigail Fillmore reçut du Congrès de quoi acheter des livres. La première bibliothèque de la Maison-Blanche fut établie dans cette pièce. Les Harrisons continuèrent à utiliser la pièce comme bibliothèque et salon familial et en 1889 y installèrent le premier sapin de Noël de la Maison-Blanche.
Franklin D. Roosevelt transforma la pièce pour y installer son bureau. C'est ici qu'il appris le 7 décembre 1941 l'attaque japonaise contre Pearl Harbor. Les services secrets éloignèrent sa table de la fenêtre par mesure de sécurité. Harry Truman continuait d'utiliser la pièce comme bureau et ouvrit une porte à un balcon qu'il ajouta côté sud en 1948, appelé Truman balcony (balcon Truman). À la suite de la reconstruction Truman, la pièce fut décorée par B. Altman and Company de New York avec des reproductions de mobilier traditionnel. Les présidents suivants  se servirent de la pièce comme salon pour des réceptions officielles et utilisèrent la Treaty Room, située juste à l'est, comme bureau privé.